# Axel-Springer-Hochhaus
Das Axel-Springer-Hochhaus ist ein Verlagsgebäude in Berlin und der Hauptsitz des Medienkonzerns Axel Springer SE. Es befindet sich an der Kreuzung der Rudi-Dutschke-Straße mit der Axel-Springer-Straße im Ortsteil Kreuzberg im historischen Berliner Zeitungsviertel.

## Geschichte

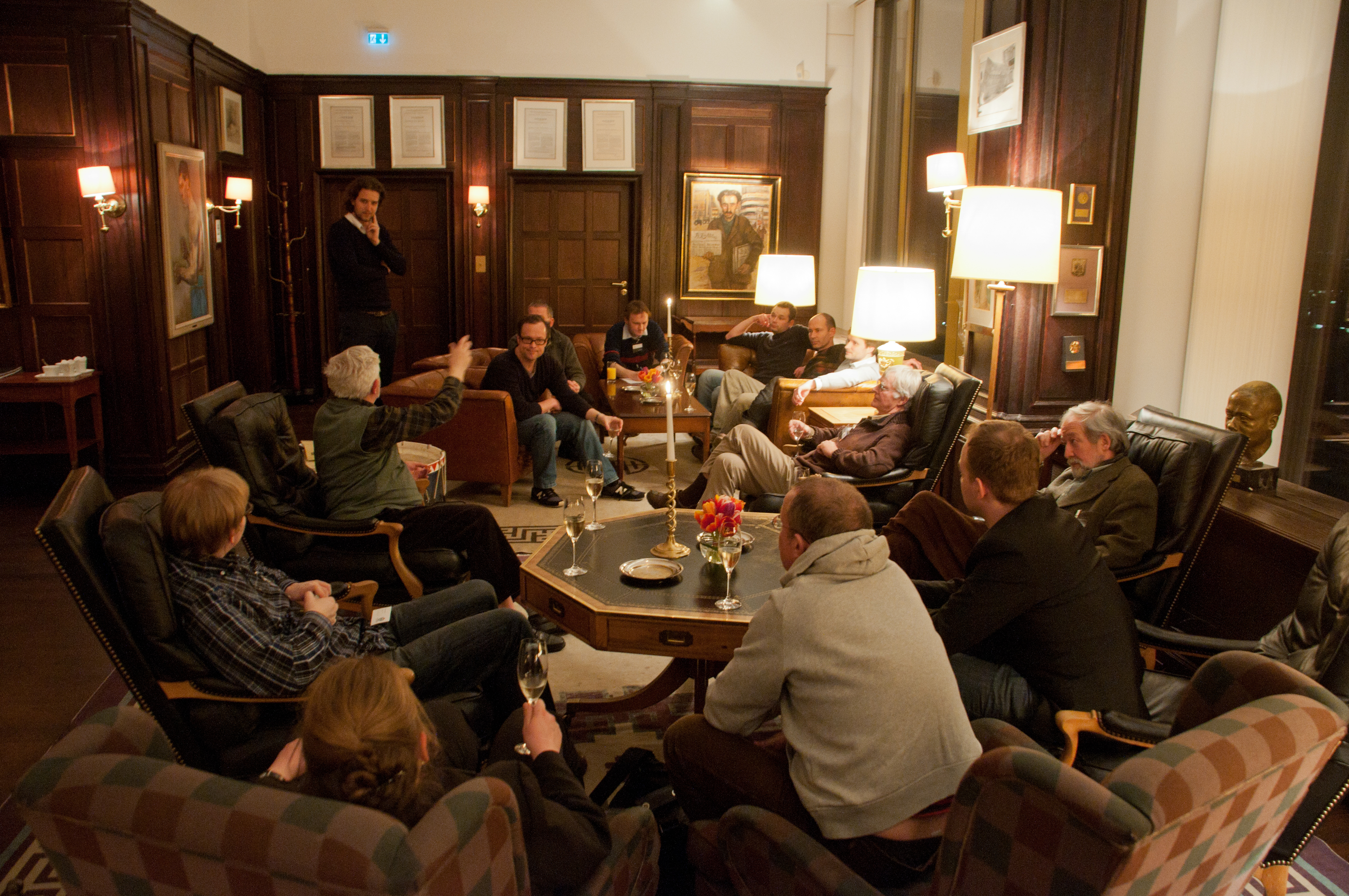
Gespräch im Journalisten-Club

Zwischen 1959 und 1965 entstand mit dem quer zur damaligen Kochstraße stehenden goldfarbenen Gebäudeteil nach Plänen der Architekten Melchiorre Bega und Gino Franzi aus Mailand sowie Franz Heinrich Sobotka und Gustav Müller aus Berlin der erste Flügel des heutigen Hauses. Springer setzte sein Verlagsgebäude mitten auf den zu diesem Zweck entwidmeten Südabschnitt der Jerusalemer Straße und bezeichnete dies als einen symbolischen Akt. Auch die Straße An der Jerusalemer Kirche wurde im Zuge des Baues 1963 aufgehoben. Während der Bauphase kam es zum Mauerbau. 1961 war die Baustelle mit Wissen des Verlages Ausgangspunkt des Fluchttunnels von Rudolf Müller und anderen Fluchthelfern.
In einer Rede an seine Mitarbeiter des neuen Zeitungshauses sagte Axel Springer am 28. November 1964:

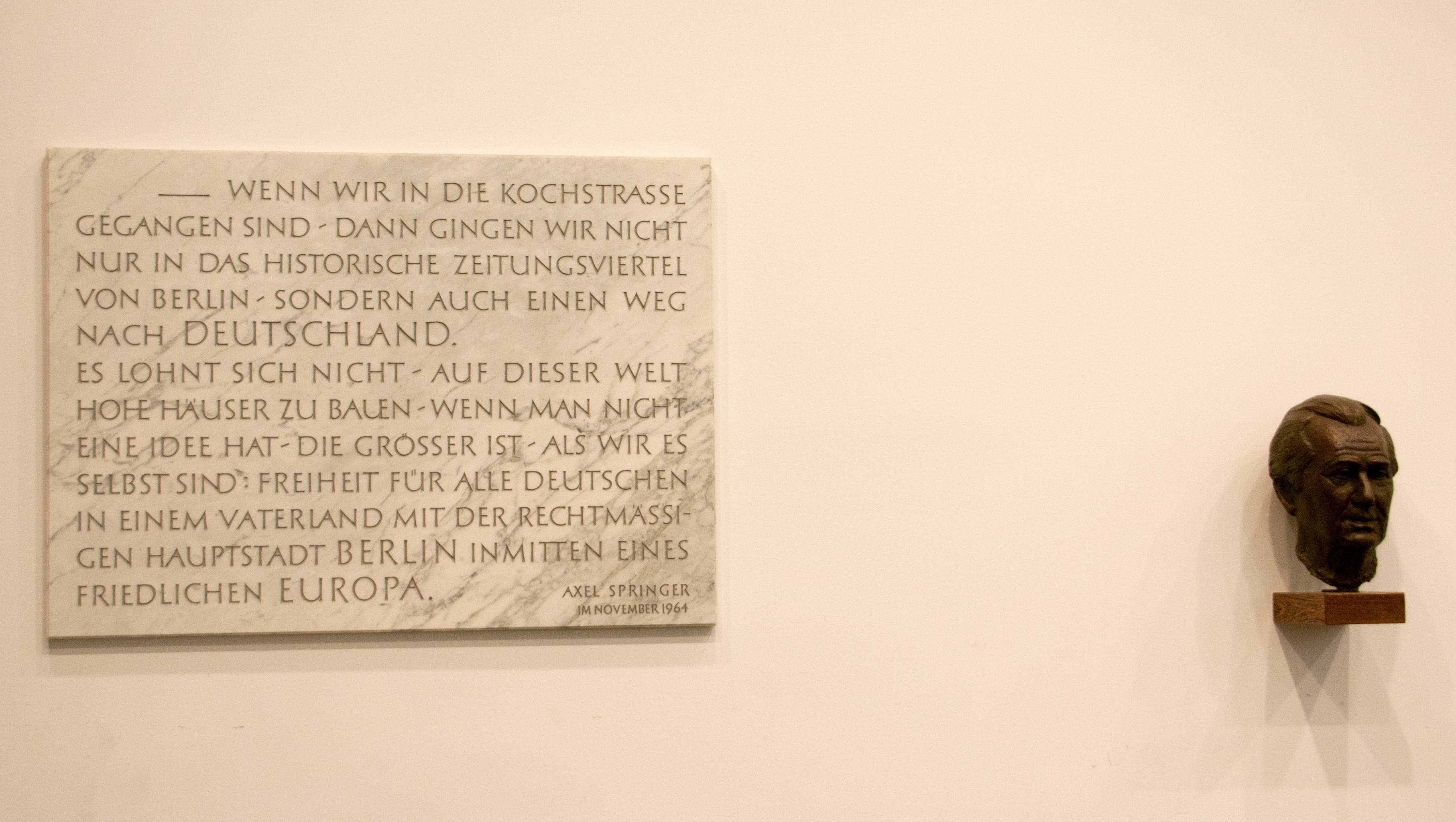
Gedenktafel mit Ausspruch Springers

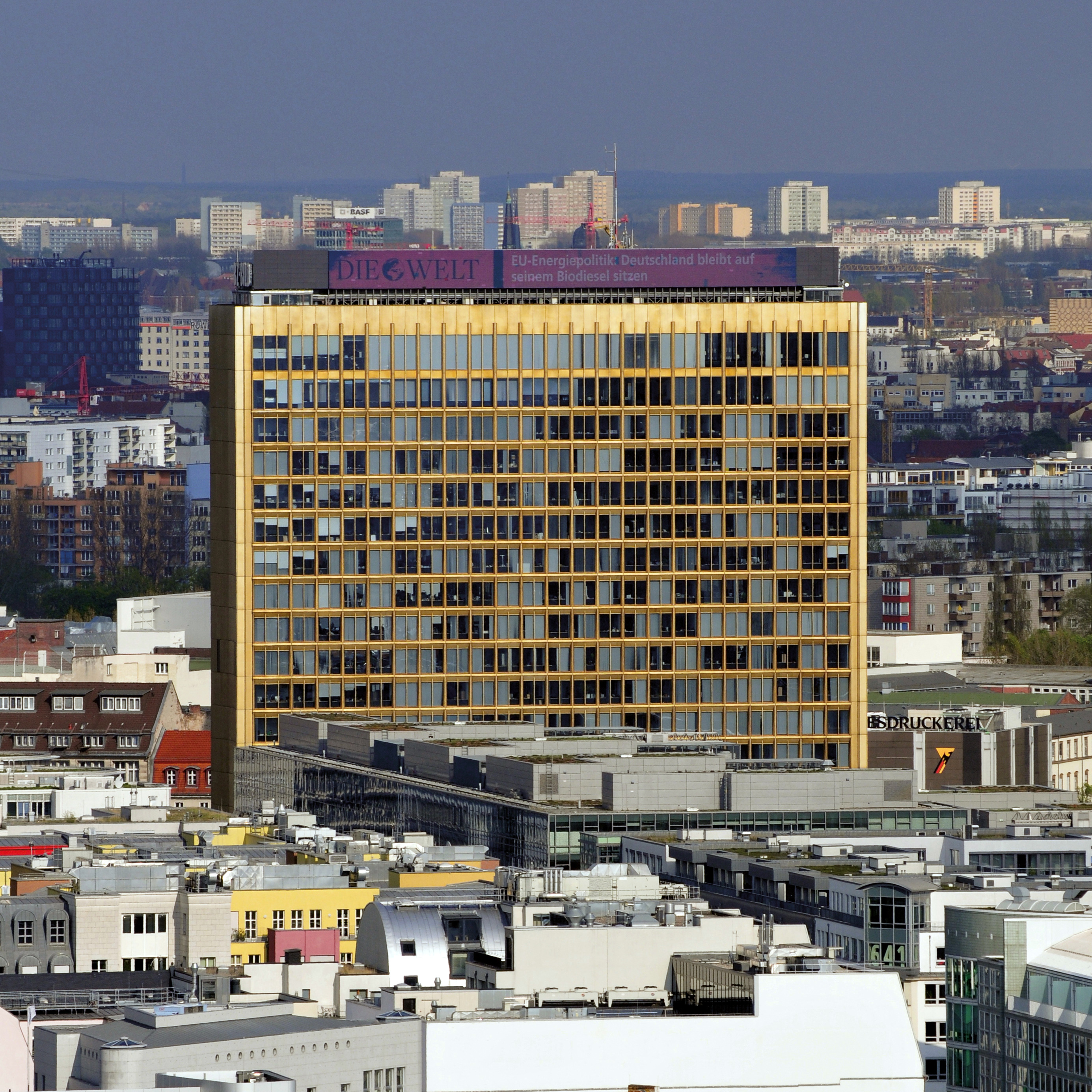
Ansicht aus Richtung des Potsdamer Platzes

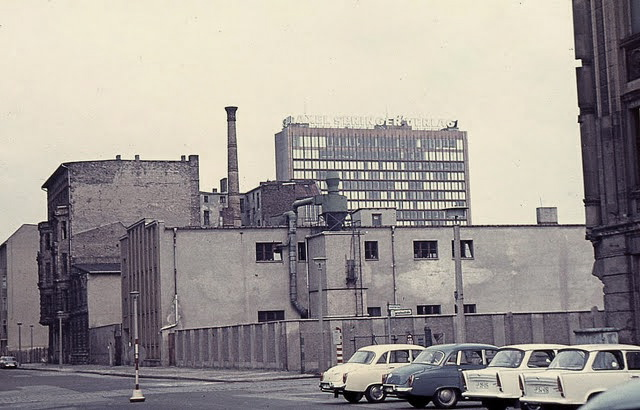
Blick von Ost-Berliner Gebiet auf das Gebäude

„[…] daß wir, wenn wir in die Kochstraße gehen, nicht nur in ein neues, schönes, großes Gebäude gehen – nicht nur in das historische Zeitungsviertel von Berlin: wir gehen in der Kochstraße auch einen Weg nach Deutschland, wenn man darunter versteht, daß es nicht lohnt, auf dieser Welt hohe Häuser für Zeitungen zu bauen, wenn man nicht eine Idee hat, die größer ist, als wir alle es selbst sind.

Eine Idee, die heißt: Freiheit für alle Deutschen in einem Vaterlande mit der rechtmäßigen Hauptstadt Berlin und inmitten eines friedlichen Europa!“

Am 6. Oktober 1966 weihte er das 19-geschossige und 78 Meter hohe Hochhaus ein. Der konservative Axel Springer trotzte zahlreichen Kritikern mit dem Bau des Hauses in unmittelbarer Nähe der Sektorengrenze. Es sei eben ein „Schrei gegen den Wind“, so Springer damals.
Ab 1968 entstand jenseits der Sektorengrenze im damaligen Ost-Berlin der Komplex Leipziger Straße. Im Berliner Volksmund gibt es für diese besonders hohen Bauten auch die Bezeichnung „Springerdecker“, da vermutet wurde, sie seien unter anderem errichtet worden, um die großen Werbeanzeigen der Springerpublikationen Bild, Berliner Morgenpost, Hörzu und B.Z. auf dem Dach des nahegelegenen Hochhauses des Axel-Springer-Verlages zu verdecken. Für diese Sichtweise gibt es allerdings keinerlei Belege. Joachim Näther, damaliger Chefarchitekt der DDR, bestritt dies. Gegen diese Version spricht zudem, dass die vier Wohntürme auf der Südseite der Leipziger Straße in großem Abstand zueinander stehen und das Springer-Hochhaus von der Einkaufspromenade aus gut zu sehen ist.
Am 7. Oktober 1969, dem 20. Jahrestag der DDR, kam es in Sichtweite des Springer-Hochhauses in Ost-Berlin zu Zusammenstößen zwischen Rolling-Stones-Fans aus der ganzen DDR mit der Volkspolizei (VP) und „Ordnungsgruppen“ der Freien Deutschen Jugend (FDJ). Die Beat-Fans hatte das Gerücht angelockt, die Stones würden um 18 Uhr mit einem Konzert auf dem Dach des Hochhauses Ost-Berlin beschallen. Das bereits seit Wochen mündlich und per Aufschriften und Handzetteln umlaufende Gerücht ging auf einen missverstandenen Scherz des RIAS-Moderators Kai Blömer (1947–2009) zurück. Bereits im Vorfeld entfalteten das Ministerium für Staatssicherheit und andere Sicherheitsorgane der DDR, die eine erhebliche Störung der Feierlichkeiten und eine Massenflucht über die Berliner Mauer befürchteten, umfangreiche Aktivitäten. Als am Nachmittag der Zustrom zum Spittelmarkt anschwoll, ging die VP mit Hunden und Schlagstöcken gegen die Gruppen vor, die ihrerseits in Sprechchören „wir wollen Stones“, „wir wollen Freiheit“ und in Erinnerung an den Prager Frühling „Dubček, Dubček“ riefen. Es kam zu hunderten Verhaftungen.
Ab 1980 stand zehn Jahre lang vor dem Springerhochhaus ein im Stil westdeutscher Entfernungshinweisschilder gehaltenes und von Axel Springer enthülltes Ensemble, das jeweils mit Entfernungsangaben und großen gelben Pfeilen die Städtenamen Danzig, Königsberg, Breslau und Stettin aufzeigte.
Zwischen 1992 und 1994 entstand der um 90 Grad versetzte zweite Flügel des Hochhauses zur Lindenstraße (ab 1996 hier: Axel-Springer-Straße), der durch seine ganzflächige Verglasung dominiert. Nachdem die direkt benachbarte Druckerei des Springer-Verlages in eine neue Halle in Spandau mit modernerer Ausrüstung umgezogen war, wurde im Juli 2000 das – seinerzeit unter Denkmalschutz stehende und nunmehr ungenutzte – Druckereigebäude abgerissen. An dessen Stelle entstand die Axel-Springer-Passage als achtgeschossiges Geschäftshaus, das im Januar 2004 eingeweiht wurde. Das Axel-Springer-Hochhaus ist über die Ullstein-Halle mit der Passage verbunden.
In der 19. Etage befindet sich der Journalisten-Club, mit einer originalen Vertäfelung aus dem Gebäude der Londoner Times. Den Club zu besuchen ist ein Privileg, das Gästen der Redaktion und ausgewählten Kunden des Verlages vorbehalten ist. Prominente Gäste waren der Dalai Lama, Michail Gorbatschow, George Bush sen. und Billy Wilder.
Im Axel-Springer-Hochhaus befinden sich die Redaktionen der Zeitungen Die Welt und Welt am Sonntag mitsamt der dazugehörigen Online-Ausgaben sowie für die bundesweiten Ausgaben der Bild-Zeitung. Seit März 2008 hat auch die Bild am Sonntag an diesem Standort ihre Redaktion. Die Berliner Morgenpost war auch dort zuhause, zog aber am 6. Dezember 2014, nach der Übernahme der Regionalzeitungen des Springer-Verlages durch die Funke Mediengruppe aus und tauschte mit der Redaktion der B.Z. die Räume am Kurfürstendamm.
Um das Gebäude herum befinden sich zahlreiche Skulpturen und Denkmäler, wie beispielsweise die Skulptur Balanceakt von Stephan Balkenhol oder das Denkmal Väter der Einheit des Bildhauers Serge Mangin. Die Berliner Taxifahrer schenkten Springer am 6. Oktober 1981 eine Eiche. Die Taxifahrer dankten Springer dafür, dass er in Zeiten des Kalten Krieges mit dem Neubau ein Bekenntnis für Berlin abgegeben habe. Der Baum steht an der Südseite des Gebäudes zwischen dem Denkmal für die Jerusalemskirche und der Axel-Springer-Straße Ecke Rudi-Dutschke-Straße. Die Inschrift lautet: „15 Jahre Axel-Springer-Haus, Berliner Taxifahrer pflanzten Dir, zum Geburtstag diese Eiche hier.“ Westlich des Balanceaktes befindet sich seit dem 12. Juni 2012 eine Gedenktafel für Ronald Reagan, die zum 25. Jahrestag an seine berühmten Worte vor dem Brandenburger Tor erinnert: “Mr. Gorbachev, open this gate. Mr. Gorbachev, tear down this wall!” (‚Herr Gorbatschow, öffnen Sie dieses Tor. Herr Gorbatschow, reißen Sie diese Mauer nieder!‘).
Anlässlich des Besuchs von Papst Benedikt XVI. im September 2011 in Deutschland wurden beide Seiten der Fassade mit einer überdimensionalen Titelseite der Bild-Zeitung vom 19. April 2005 verhüllt. Damals titelte das Boulevardblatt „Wir sind Papst!“ als „Ausdruck der kollektiven Freude, aber auch der hohen Erwartungen an das Pontifikat des ersten deutschen Papstes seit 500 Jahren“. Die beiden Planen hatten die Abmessungen von je 45 m × 64 m und wogen jeweils 1235 Kilogramm.

## Neubau 2016–2020

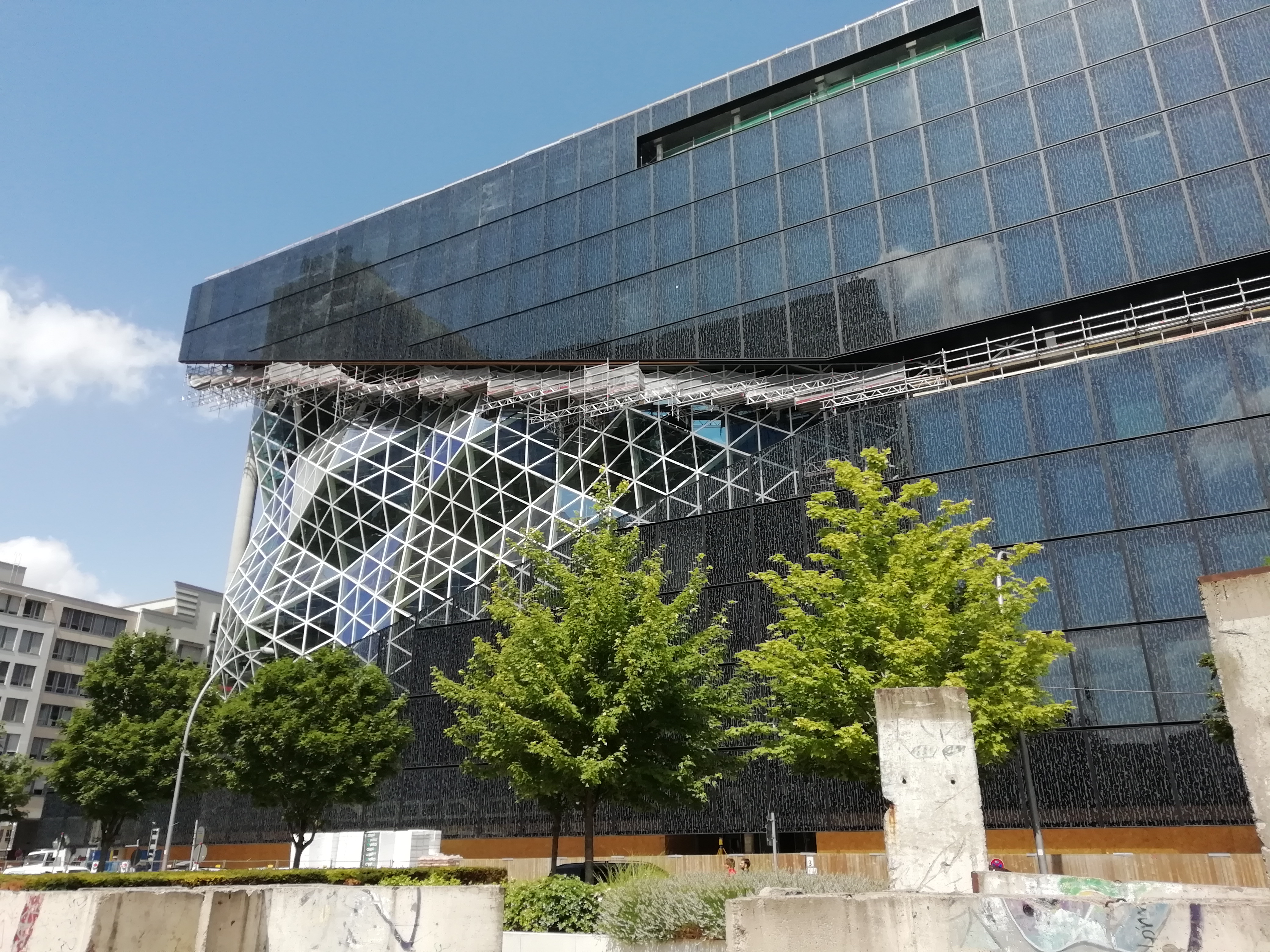
Axel-Springer-Neubau,
Juli 2019

Im Dezember 2013 wurden aus 18 Entwürfen für einen Neubau an der historischen Stelle gegenüber des Axel-Springer-Hochhauses drei Entwürfe von einer Jury ausgewählt:
- Office for Metropolitan Architecture (OMA) mit Rem Koolhaas,
- Bjarke Ingels Group (BIG) des Architekten Bjarke Ingels und
- Ole Scheeren.[19]

OMA ging als Gewinner aus dem Wettbewerb hervor.
Der Grundstein des Neubaus an der Kreuzung der Zimmerstraße mit der Axel-Springer-Straße wurde am 6. Oktober 2016 gelegt, die finale Einweihung des fand am 6. Oktober 2020 statt. Anwesend waren u. a. Architekt Rem Koolhaas, Friede Springer und Mathias Döpfner, die Eröffnungsrede hielt Bundespräsident Frank-Walter Steinmeier.